# Pilotrichum polytrichoides
Pilotrichum polytrichoides là một loài rêu trong họ Pilotrichaceae. Loài này được (Hedw.) Brid. mô tả khoa học đầu tiên năm 1819.